# Ian Anderson Plays the Orchestral Jethro Tull
Ian Anderson Plays the Orchestral Jethro Tull is een live soloalbum van Ian Anderson, de voorman van de rockband Jethro Tull. Dit album is een dubbelalbum, uitgebracht in 2005. Er is ook een gelijknamige dvd.
Dit dubbelalbum is een registratie van een concert in Mannheim, december 2004. Het is opgenomen tijdens een van Andersons solotours. Hij heeft twee soloprojecten lopen naast Jethro Tull waarmee hij op de bühne staat: Rubbing Elbows With Ian Anderson en Ian Anderson Plays The Orchestral Jethro Tull.
De eerste is een concert van Anderson met zijn Rubbing Elbows Band waar zijn solonummers alsmede bekende Jethro Tull nummers worden gespeeld. Deze show wordt altijd gepresenteerd door een lokale bekende, vaak mensen uit de showbizzwereld. Het is een mix tussen een concert, een talkshow en een cabaretachtige theatervorm.
De tweede is wél gewoon een concert van Anderson en de Rubbing Elbow Band, maar dan bijgestaan door een philharmonisch orkest. De nummers zijn dan ook speciaal voor deze concerten herschreven om het orkest ook goed uit te laten komen.
Het grootste verschil met een Jethro Tull concert, is dat Jethro Tull een rockband is, en Andersons solo projecten zijn semi-akoestisch.

## Bezetting
- Ian Anderson - zang, dwarsfluit, akoestische gitaar, bansuri en mondharmonica

### Rubbing Elbow Band
- Florian Opahle - elektrische en akoestische gitaar
- John O'Hara - keyboards en accordeon, dirigent
- David Goodier - basgitaar en glockenspiel
- James Duncan - drums en percussie

### Overige muzikanten
- Neue Philharmonie Frankfurt

Waarvan solo:
- - Kathrin Troester - dwarsfluit
  - Sibylle Wähnert - fagot
  - Astrid Cienia - hobo

## Nummers
1. Eurology
2. Calliandra Shade (The Cappuccino Song)
3. Skating Away on the Thin Ice of the New Day
4. Up the 'Pool
5. We Five Kings
6. Life Is a Long Song
7. In the Grip of Stronger Stuff
8. Wond'ring Aloud
9. Griminelli's Lament
10. Cheap Day Return
11. Mother Goose
12. Bourée
13. Boris Dancing
14. Living in the Past
15. Pavane
16. Aqualung
17. God Rest Ye Merry Gentlemen
18. My God
19. Budapest
20. Locomotive Breath